# Pia Guerra
Pia Guerra (Hoboken, 2 dicembre 1971) è una fumettista statunitense naturalizzata canadese, nota in particolare per il suo lavoro come co-creatrice e disegnatrice principale della serie Y: The Last Man dell'etichetta Vertigo.
Ha lavorato nell'industria del fumetto dagli anni '90 e ha anche contribuito alla miniserie Doctor Who: The Forgotten, oltre a fumetti DC e Marvel. Guerra realizza regolarmente vignette e fumetti per The New Yorker, MAD Magazine e The Nib. È l'autrice del libro Image Comics Me The People.

## Biografia
Guerra è nata a Hoboken, nel New Jersey. All'età di 10 anni, suo cugino fece visita dal Queens e la introdusse al mondo del fumetto lasciando il numero 129 della serie Marvel The Uncanny X-Men su un tavolo a casa sua. Dopo aver letto l'albo, Guerra ha continuato a leggere i fumetti da quel momento in poi. Come artista autodidatta, Guerra è sempre stata interessata all'arte, ma aveva pianificato di intraprendere altre carriere, come la medicina.
Durante la scuola superiore, Guerra ha frequentato convention di fumetti e ha iniziato a prendere in considerazione una carriera nel campo, finché prese la decisione di rinunciare all'istruzione secondaria e concentrarsi invece sul perseguire una carriera nell'ambito dei fumetti.

### Carriera
Durante il periodo iniziale della sua carriera, Guerra ha lavorato come voce fuori campo e ha lavorato su diversi videogiochi e manuali di videogiochi. Nel 1998, Guerra ha realizzato storyboard per Boeing Employee's Credit Union e Microsoft Studios. 

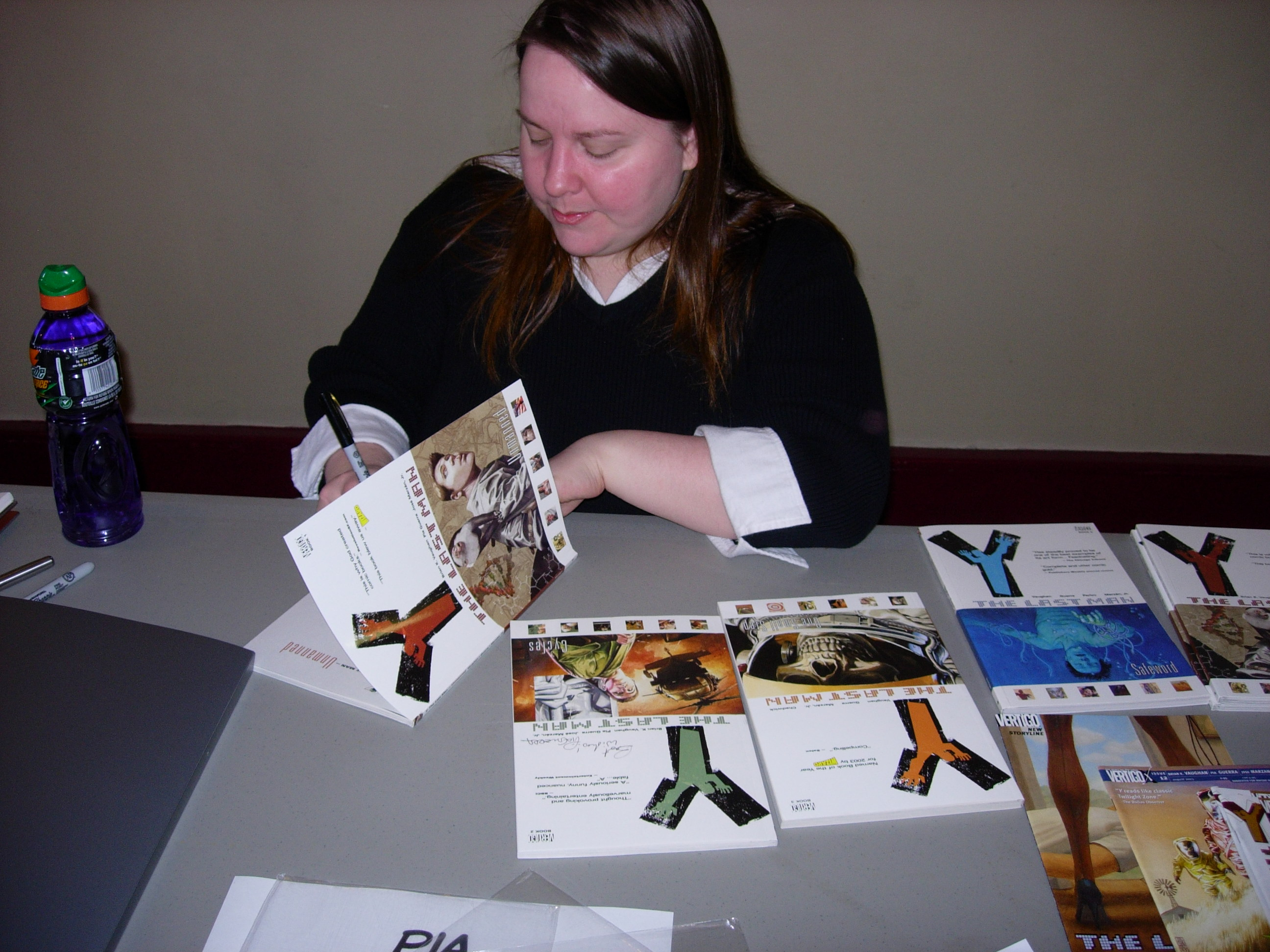
Pia Guerra durante un firmacopie di Y - L'ultimo uomo sulla Terra nel marzo 2006

Prima della creazione di Y - L'ultimo uomo sulla Terra, Guerra contattò Brian K. Vaughan, che incontrò poi a San Diego.
Il primo grande progetto di Guerra è stato il titolo dell'etichetta Vertigo Y: The Last Man, che ha co-creato con Brian Vaughan e di cui ha realizzato le matite. Guerra ha lavorato su vari titoli dell'editoria indipendente americana dalla metà degli anni '90, anche se Y: The Last Man è considerata la sua "svolta" nell'industria dei fumetti.
Nel 2005, Guerra ha lavorato come disegnatrice su Spider-Man: Unlimited della Marvel Comics. Alla fine degli anni 2000, Guerra ha contribuito a fumetti del franchise di Doctor Who con la miniserie Doctor Who: The Forgotten (pubblicata da IDW Publishing e sceneggiata dallo scrittore britannico Tony Lee) e una serie di Torchwood scritta da Gareth David-Lloyd. Ha co-scritto due numeri di Simpsons Comics per Bongo Comics con Ian Boothby.
Dal 2013 al 2015, ha lavorato su cinque illustrazioni di copertina, tra cui una copertina variant per Black Canary.
Alla fine degli anni 2010, Guerra si è dedicata al fumetto editoriale. Ha realizzato vignette per il portale The Nib, per The Washington Post e The New Yorker. Dopo la sparatoria di massa del febbraio 2018 alla scuola Marjory Stoneman Douglas di Parkland, in Florida, ha pubblicato una vignetta ampiamente condivisa su Twitter raffigurante il membro dello staff scolastico Aaron Feis, morto per proteggere gli studenti, mentre veniva condotto nell'aldilà accolto come un eroe dalle vittime. Guerra ha dichiarato al Washington Post che la vignetta era una risposta diretta ai suoi sentimenti di impotenza di fronte all'ennesima sparatoria di massa negli Stati Uniti.

### Vita privata
Guerra risiede a Vancouver, in Canada, ed è sposata con lo scrittore e comico Ian Boothby, con il quale realizza vignette per Go Comics, Instagram e il New Yorker.

## Riconoscimenti
- Harvey Awards 2003: Miglior nuova serie (con Brian K. Vaughan e José Marzán, Jr., per Y: The Last Man)[12]
- Premio Joe Shuster 2006: miglior artista[5][13]
- Eisner Award 2008: Miglior team Matitista/Inchiostratore (con l'inchiostratore José Marzán Jr., per Y: The Last Man[14])
- Scream Award 2008: Miglior disegnatrice

### Candidature
- Prix Du Scenario del Festival internazionale di Angoulême 2005: Miglior sceneggiatura (con Brian K. Vaughan per Y - L'ultimo uomo sulla Terra)[15]
- Premio Hugo 2009: Miglior fumetto (con Brian K. Vaughan e José Marzán Jr., per Y: The Last Man; Volume 10: Whys and Wherefores)[16]

## Opere
- Illustrazione di carte: Rage (White Wolf and Wizards of the Coast, 1998)[2]
- Illustrazione di carte: Legend of the Five Rings (Paul Allen, Wizards of the Coast, Timm, 2000)
- Co-creatrice e matitista: Y - L'ultimo uomo sulla Terra (con Brian Vaughan, Vertigo, 2002–2008)
- Matitista: Heroes Anonymous #2 (Scott Gimple, Bongo Comics, 2003)
- Matitista: Spider-man Unlimited #10 (Maria-Emiko Macuaga e Marc Sumerak, Marvel, 2005)[17]
- Co-scrittrice e matitista: Bart Simpson's Treehouse of Horror #13 (con Ian Boothby, Bongo Comics, 2007)[18]
- Matitista e inchiostratrice: Doctor Who: The Forgotten (Tony Lee, IDW Publishing, 2008–)
- Artista di copertina: Elephantmen #64 (Richard Starkings, Image Comics, 2015)[19]
- Disegnatrice: Black Canary #4 (Brenden Fletcher, DC Comics, 2015)[20]
- Contributrice: La BD Est Charlie (Glénat Editions, 2015)